# CSI Hachenburg
Das CSI*** Hachenburg, auch als Internationales Hachenburger Reitfestival bezeichnet, war ein internationales Springreitturnier (CSI). Im Jahr 2012 wurde es zum 21. Mal in Hattert in der Nähe der Stadt Hachenburg ausgetragen. Seit 2013 wird statt des CSI ein Summermeeting der Springreiter genanntes nationales Springturnier durchgeführt.

## Das Turnier
Das CSI Hachenburg war das höchstdotierte Reitturnier in Rheinland-Pfalz. Es zählte als CSI 3* zur drittschwersten Kategorie internationaler Reitturniere. ab 2008 ist zudem ein CSIAm-A/CSIAm-B (internationales Amateur-Turnier) Teil des Turniers. Das Turnier wird jeweils im Juli oder August immer von Donnerstag bis Sonntag ausgetragen. Dabei gab es im Rahmen des Turniers etwa zehn international besetzte Springprüfungen.
Für das Summermeeting der Springreiter wurde der Termin im August beibehalten. Veranstalter der Turniere ist der Rotbachthaler Reitclub e.V. zusammen mit der örtlichen Veranstaltungsagentur GL INNOVATION.

## Prüfungen bis 2012
Das Turnier war in mehrere Prüfungsserien unterteilt, die sich in ihrer Schwierigkeit unterschieden.

### Nationale Prüfungen
Am Morgen der ersten drei Turniertage fanden jeweils Amateur-Springprüfungen statt. Diese sollten Reitern, die berufsbedingt nur in ihrer Freizeit dem Reiten als ihrem Hobby nachgehen können, die Möglichkeit geben, auch auf großen Turnieren starten zu können. Veranstalter war der Amateur-Springreiterclub Deutschland e.V., die Springprüfungen waren bis zur Klasse S* mit Siegerrunde ausgeschrieben.
Ebenfalls zum Vormittagsprogramm des CSI Hachenburg gehörte das Länderchampionat. Dieses richtete sich an Reiter aus der Region, die Prüfungen waren ebenfalls bis zur Klasse S* mit Siegerrunde ausgeschrieben. Die Qualifikation für diese Prüfung erfolgte während des ebenfalls in Hattert durchgeführten Maifestivals (nationales Reitturnier bis zur Klasse S*).

### SML-Tour
Die SML-Tour, ausgeschrieben als CSIAm-A/CSIAm-B, richtete sich an Amateure und Pferdebesitzer, die selbst als Reiter aktiv sind. Die SML-Tour bestand aus drei Unterserien (Small, Medium, Large) und lag in ihrem Prüfungsniveau deutlich unter (Small), etwas unter (Medium) bzw. auf ähnlichem Niveau (Large - Prüfungen bis Klasse S*) wie die nationale Amateur-Tour, war jedoch international ausgeschrieben.

### Youngster Tour
Die Youngster Tour bestand aus drei Prüfungen und war Teil des CSI 3*. Startberechtigt waren Reiter mit jungen Springpferde im Alter von sieben und acht Jahren. Die Prüfungen waren bis zur Klasse S* mit Stechen (bis 1,40 Meter) ausgeschrieben, wobei die Sprünge für die achtjährigen Pferde erhöht wurden. Die Prüfungen fanden am Donnerstag, Freitag und Sonntag statt.

### Mittlere Tour
Die mittlere Tour umfasste drei Prüfungen der Klasse S. Höhepunkt der Tour war das Finale der Mittleren Tour am Sonntagmittag. Dieses war als Springprüfung der Klasse S** mit Siegerrunde über 1,45 Meter ausgeschrieben.

### Große Tour
Die große Tour umfasste ebenfalls drei Prüfungen, die jeweils mit mindestens 10.000 € dotiert waren. Höhepunkt dieser Tour war der Große Preis von Rheinland-Pfalz, eine internationale Springprüfung der Klasse S*** mit zwei Umläufen. Die Hindernisse waren hierbei bis zu 1,55 Meter hoch. Im Jahr 2010 war dieser mit rund 65.000 € dotiert.

## Prüfungen seit 2013
Im Jahr 2013 wurde das Turnier nur in deutlich verkleinertem Rahmen durchgeführt, das Programm umfasste Springprüfungen bis zur Klasse L und Springpferdeprüfung bis zur Klasse M*. Das Summermeeting umfasst seit dem Jahr 2014 wieder Springprüfungen bis zur Klasse S**.

## Die Sieger der Hauptspringprüfung
Seit 1999 gewann Ludger Beerbaum fünf Mal den Großen Preis, zuletzt im Jahr 2004. Dabei ritt er insgesamt nur drei Pferde: Neron de la Tourelle, Goldfever und Gladdys S. 2005 siegte sein Bruder Markus Beerbaum mit Constantin, 2006 seine Schwägerin Meredith Michaels-Beerbaum mit Shutterfly.
| CSI: Großen Preis - 1992: Gerd Wiltfang mit Warum - 1993: Wolfgang Brinkmann mit Fleetwood - 1994: William Funnell mit Comex - 1995: Michael Whitaker mit Midnight Madness - 1996: Otto Becker mit Hauser’s Olympic - 1997: Bert Romp mit Mister Blue - 1998: Carsten-Otto Nagel mit Campari - 1999: Ludger Beerbaum mit Neron de la Tourelle - 2000: Rodrigo Pessoa mit Oberon - 2001: Ludger Beerbaum mit Goldfever - 2002: Ludger Beerbaum mit Gladdys - 2003: Ludger Beerbaum mit Gladdys - 2004: Ludger Beerbaum mit Gladdys - 2005: Markus Beerbaum mit Constantin |  |  |  |  | CSI: Großen Preis (Fortsetzung) - 2006: Meredith Michaels-Beerbaum mit Shutterfly - 2007: Laura Kraut mit Cedric - 2008: Otto Becker mit Con Air - 2009: Pius Schwizer mit Loving Dancer - 2010: Marco Kutscher mit Frodo - 2011: Mario Deslauriers mit Urico - 2012: Pia-Luise Aufrecht mit Ulke CSN: Springprüfung Kl. S** mit Siegerrunde - 2014: Yann Lupp mit Liverpool - 2015: Elke Bermadinger mit Showbizz - 2016: Christoph Brüse mit Quando Quando - 2017: Robert Rychecky mit Una Acorada - 2018: Frank Scheffel mit Arenal |

## Medien
Der Große Preis wurde bis 2011 traditionell (teilweise auch die zweite Qualifikation zu diesem) im SWR- / SR-Fernsehen übertragen. Im Jahr 2010 wurde das Turnier zudem über einen Internet-Livestream (via clipmyhorse.de) übertragen.